# 近点年
近点年是地球围绕太阳的轨道运动中相继两次经过近日点所需要的时间。
地球环绕太阳运动的轨道是一个椭圆轨道，这个轨道上离太阳最近的点被称为近日点，它位于每年的一月初，离太阳最远的点被称为远日点，它位于每年的七月初。因此近点年是地球的“平均轨道周期”。
一近点年相当于365.259635864日，或者365日6小时13分钟52.529秒。它开始于每年的1月3日（近日点的平均日期）。

## 地球近日点的移动
由于其它行星对地球轨道的摄动地球的轨道不是固定的。地球的近日点每年移动少许，因此近点年比格里曆作为基础的回归年要稍微长一点。
近日点周期约为112,000年。